# David Hollingsworth

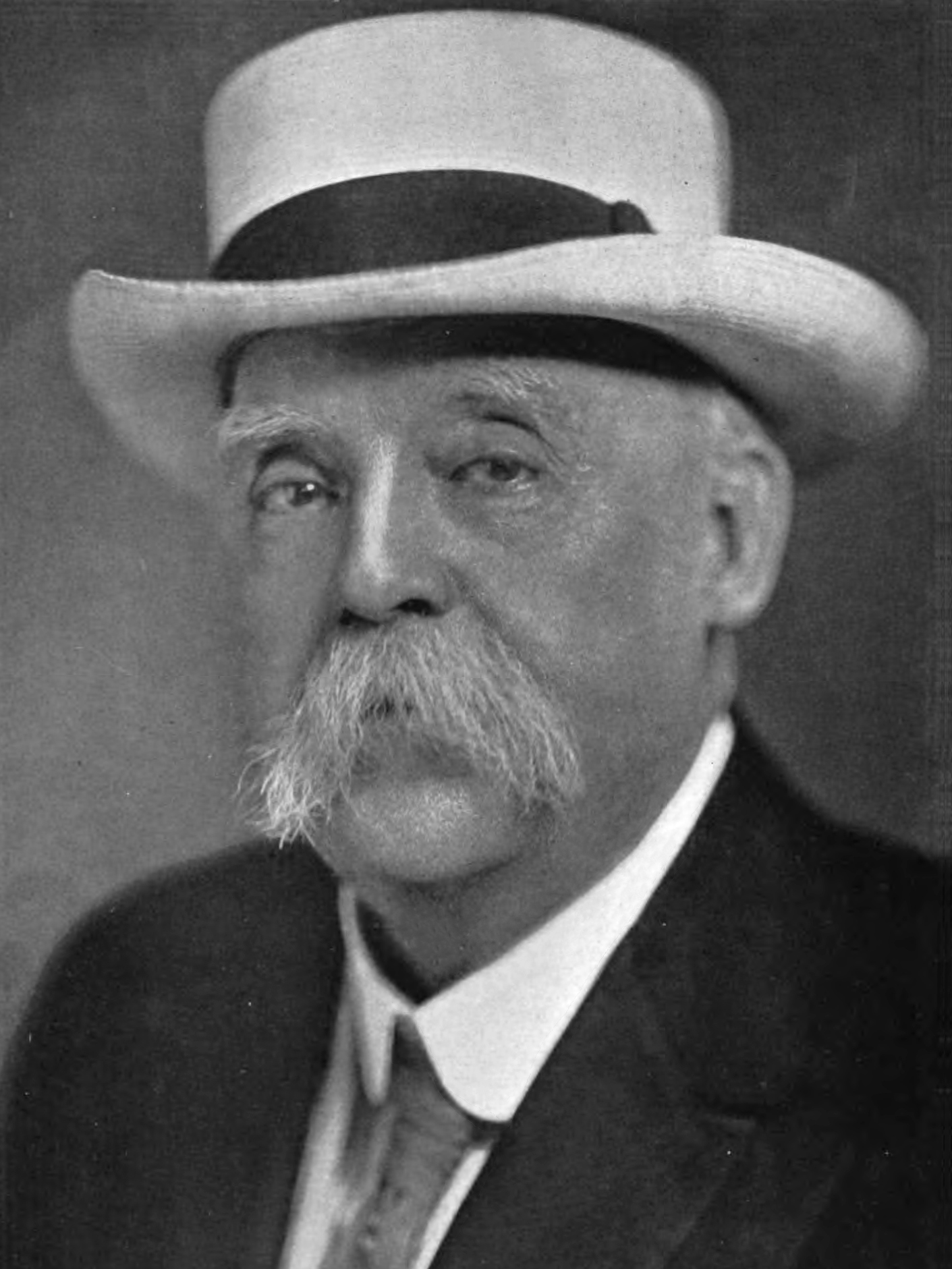
David Hollingsworth (1920)

David Adams Hollingsworth (* 21. November 1844 in Belmont, Belmont County, Ohio; † 3. Dezember 1929 in Cadiz, Ohio) war ein US-amerikanischer Politiker der Republikanischen Partei. Vom 4. März 1909 bis zum 3. März 1911 und vom 4. März 1915 bis zum 3. März 1919 war er Mitglied des Repräsentantenhauses der Vereinigten Staaten für den 16. und 18. Kongressdistrikt des Bundesstaates Ohio.

## Leben
Hollingsworth wurde in Belmont geboren. Er zog mit seinen Eltern nach Flushing um. Er besuchte dort die Schule. Von 1861 bis 1863 diente er in der Union Army. An der University of Mount Union studierte er Jura. 1867 wurde er in St. Clairsville als Rechtsanwalt zugelassen. 1867 war er Bürgermeister von Flushing, wo er auch als Rechtsanwalt tätig war. 1869 zog er nach Cadiz um.
1873 wurde Hollingsworth zum Staatsanwalt im Harrison County gewählt. 1875 gelang ihm die Wiederwahl. Von 1879 bis 1883 war er Mitglied des Staatssenats. 1880 ließ man ihn als Rechtsanwalt vor dem Supreme Court of the United States zu. Vom 21. April 1883 bis zum 14. Januar 1884 war Hollingsworth Attorney General von Ohio. Daraufhin ließ er sich wieder als Anwalt in Cadiz nieder. 
Von 1909 bis 1911 saß er erstmals im US-Repräsentantenhaus. Er vertrat dort den 16. Distrikt von Ohio. Die Wiederwahl gelang ihm nicht. Daraufhin war er bis 1915 wiederum als Anwalt in Cadiz tätig. Ab 1915 bis 1919 war Hollingsworth erneut Mitglied des Repräsentantenhauses, diesmal für den 18. Distrikt. Er wurde nicht mehr für die Wiederwahl nominiert.
Bis zu seinem Tod 1929 war er nochmals als Anwalt in Cadiz tätig. Dort starb er auch. Er wurde auf dem Cadiz Cemetery beigesetzt. 1875 heiratete er Linda McBean. Gemeinsam hatten sie zwei Söhne, die jedoch bereits im Kindesalter starben.